# Phở Hòa
Phở Hòa là một chuỗi nhà hàng phở có trụ sở ở Sacramento, bang California, Hoa Kỳ. Doanh nghiệp này được thành lập ở San Jose, California năm 1983. Tính đến  năm 2017, chuỗi nhà hàng này có hơn 70 quán khắp Hoa Kỳ, Canada, Indonesia, Malaysia, Philippines, Hàn Quốc, và Đài Loan.

## Lịch sử
Năm 1984, Binh Nguyen và Phan Jiang mở quán Phở Hòa đầu tiên tại Lion Plaza, trung tâm mua sắm châu Á đầu tiên ở San Jose, California, dựa trên một nhà hàng Phở Hòa khai trương tại Santa Ana vào năm trước đó.
Năm 1986, doanh nghiệp này bắt đầu sản xuất hỗn hợp gia vị độc quyền cho món phở của mình. Vào cuối những năm 1980, công ty này mở nhà hàng đầu tiên ở Canada. Vào những năm 1990, họ thành lập Aureflam Corporation để nhượng quyền thương mại các nhà hàng phở dưới sự quản lý của các chủ thương hiệu Phở Hòa và Phở Công Lý. Phở Hòa mở quán đầu tiên ở châu Á vào năm 1995.
Phở Hòa tuyên bố là chuỗi nhà hàng Việt đầu tiên nhượng quyền. Theo thống kê của công ty, khoảng 90% khách hàng của họ là người châu Á cho đến khoảng năm 1993, nhưng đến năm 1998, khoảng 50% khách hàng tại các địa điểm mới mở gần đây của chuỗi nhà hàng này không phải là người châu Á.